# Карта обводненості фонду свердловин
Карта обводненості фонду свердловин (карта; від лат. fundus — основа) (рос. карта обводненности фонда скважины; англ. map of well stock encroachment; нім. Karte f des Sondefondsflutens) — при нафто- і газовидобутку — карта, на якій в ізолініях на певну дату показано зміну по площі покладу (експлуатаційного об'єкта) обводненості продукції видобувних свердловин (у процентах).